# Leucius von Brindisi
Leucius von Brindisi († im 2. oder 5. Jahrhundert in Brindisi) war ein früher Bischof von Brindisi und ein Heiliger.

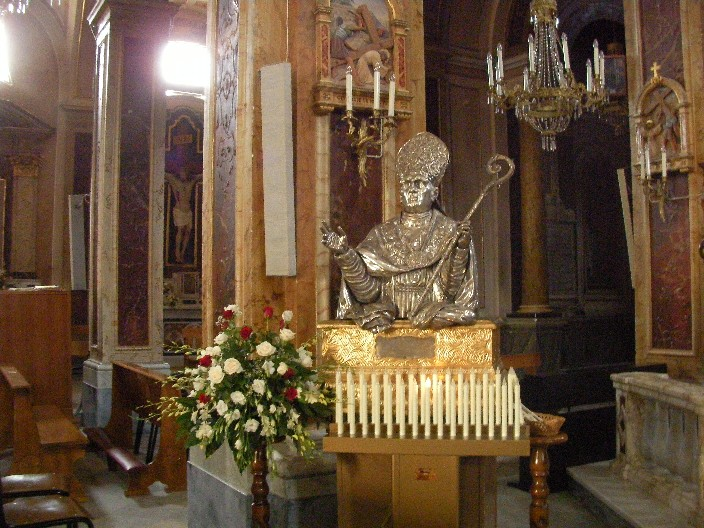
Silberbüste in Atessa

Überliefert ist in der Vita, dass Leucius ursprünglich aus Alexandria stammte und dann zur Missionierung nach Brundusium (Brindisi) gereist sei, wo er Bischof geworden sei, zahlreiche Menschen bekehrt habe und um 180 unter Kaiser Commodus gestorben sei. Möglich ist hier aber auch eine spätere Verwechslung mit einem anderen Leucius, der ebenfalls in Alexandria geboren wurde und nach Brindisi kam, der aber erst im 4. oder 5. Jahrhundert lebte. Die Spätdatierung, die auch auf den Webseiten des Erzbistums Brindisi vertreten wird, passt allerdings nicht zum Mythos des Bistumsgründers.
Die Verbreitung des Kultes ist durch Gregor I. bezeugt, Zentren der Verehrung waren unter der Herrschaft der Langobarden Canosa, Trani und Benevent.
Gedenktag des Leucius ist der 11. Januar.